# Tuna (ortnamn)
Ortnamnet Tuna och efterledet -tuna är ett omstritt ortnamnselement som har sitt kärnområde i mälarlandskapen.  

## Utbredning
Det finns närmare 120 tunanamn i Sverige. Flertalet av dem har haft det osammansatta namnet Tuna. Särskilt många av dessa ortnamn finns i Mälarlandskapen, där något färre än 100 av dem finns och därav drygt hälften i Uppland. Där finns 53 namn, i Sörmland 25 och 20 i Västmanland. Utanför detta kärnområde är namnen glest spridda från Medelpad i norr till Skåne i söder, vanligen i centralt belägna socknar. Utöver Tuna-namnen finns många namn på Tun, ett ord som anses ha en liknande betydelse. Tun-namnet ligger mer i andra delar av landet, såsom Västergötland och Gotland. Skillnaden mellan namnen Tun och Tuna kan ursprungligen bero på dialektala språkskillnader.

## Ålder
Tuna-namnen har troligen tillkommit under äldre järnålder och sedan, under yngre järnålder spritt sig innanför och utanför sitt kärnområde.

## Betydelse
Forskarna är oense om tuna-namnens betydelse. Man har sökt namnets betydelse efter två huvudlinjer. Den ena riktningen anser att namnet har uppkommit inom landets gränser, medan den andra riktningen hävdar att namnen har bildats efter inflytande från keltiska namn med den latinska formen -dunum, keltiska -dūnon som motsvarar det nordiska tun. 
Båda riktningarna anser att åtminstone en del av tuna-namnen har betecknat huvudorter, som har haft någon speciell funktion. Bland annat har en del av namnen gudanamn i sitt förled, som Fröstuna av guden Frö, Frötuna av gudinnan Fröja, Närtuna av guden Njord, Torstuna av Tor och Ultuna av guden Ull. I dessa fall har namnen betecknat kultplatser för de nämnda gudarna och gudinnorna. Det andra sättet att tolka tuna-namnen är att jämföra dem med -dunum-namnen, t.ex. Lyon i Frankrike (av Lugudunum) och Zarten i Tyskland (av Tarodunum). Därvid har namnet Sigtuna jämförts med det på flera ställen i Europa förekommande Segodunum, 'stark borg'.
När man i försöken att tolka tuna-namnen har velat tolka alla dessa namn på samma sätt har man troligen överdrivit tolkningen att alla skulle betyda centralort. Det är mycket möjligt att en del av dem inte syftar på någon speciell samhällsfunktion.
Många av tuna-namnen kan ursprungligen ha varit osammansatta Tuna, som sedan fått ett förled i särskiljningssyfte. Det finns tre typer av förled som tuna-namn kan ha: de kan vara naturbetecknande, som Skultuna, invånarbetecknande som Romfartuna, eller kultbetecknande, som Ultuna.
Det är inte säkert att tuna-namnen alls är kultplatsbetecknande. Om Torstuna ursprungligen har hetat Tuna och senare fått namnet *Thors[akers]tuna, av ett möjligt tidigare namn på Torstuna härad, så är namnet Tor inte primärt i Torstuna. Samma sak kan ha hänt med Ultuna, att namnet kommer av Ulleråkers härad, och då är Ulleråker det primära namnet. Andra tuna-namn, som Estuna, Närtuna, Ärentuna med flera, kan tolkas utan att man förutsätter ett gudanamn i förleden.    